# Holly Montag
Pour les articles homonymes, voir Montag.
Vous pouvez aider à l'améliorer ou bien discuter des problèmes sur sa page de discussion.
- Il ne cite pas suffisamment ses sources. Vous pouvez indiquer les passages à sourcer avec {{référence nécessaire}} ou {{Référence souhaitée}}, et inclure les références utiles en les liant aux notes de bas de page. (Marqué depuis septembre 2017)
- Sa forme n’est pas encyclopédique et ressemble trop à un curriculum vitæ. Modifiez le texte pour aider à le transformer en article neutre. (Marqué depuis septembre 2017)

- Archive Wikiwix
- Bing
- Cairn
- DuckDuckGo
- E. Universalis
- Gallica
- Google
- G. Books
- G. News
- G. Scholar
- Persée
- Qwant
- (zh) Baidu
- (ru) Yandex
- (wd) trouver des œuvres sur Wikidata

Holly Montag (née le 15 octobre 1983) est une personnalité de la télévision et musicienne surtout connue pour son rôle récurrent dans Laguna Beach : The Hills, et le remplacement de sa sœur, Heidi Montag Pratt, lors de la deuxième saison américaine de I'm a Celebrity... Get Me Out of Here !.
Montag a signé un contrat d'enregistrement avec sa sœur et son beau-frère Spencer Pratt, avec la maison de disques d'Heidi et sortira son premier album par le label.[Quand ?]

## Vie personnelle
- Montag danse depuis qu'elle a douze ans : elle est formée en jazz, ballet et claquettes.
- Elle a un diplôme en Études critiques cinématographiques de l'université du Colorado.
- Montag a développé une amitié étroite avec Sanjaya Malakar, plus jeune qu'elle, pendant leur aventure de télé-réalité, I'm a Celebrity... Get Me Out of Here !.